# Alfred Till
Alfred Till (* 18. Februar 1879 in Wien; † 19. Oktober 1959 ebenda) war ein österreichischer Paläontologe, Bodenkundler und Geologe.
Till studierte Geologie, Geographie, Petrographie und Paläontologie an der Universität Wien mit der Promotion 1904 (Das große Naturereignis von 1348 und die Bergstürze des Dobratsch). Ab 1907 war er Volontär bei der Geologischen Reichsanstalt. Er habilitierte sich 1911 an der Hochschule für Bodenkultur in Wien, an der er 1924 außerordentlicher und 1934 ordentlicher Professor wurde. Er organisierte in den 1930er Jahren die Bodenkartierung für landwirtschaftliche Zwecke in Österreich. Unter den Nationalsozialisten war er zwangsweise in den Ruhestand versetzt. 1945 bis 1947 war er Rektor der Hochschule. Er wurde am Döblinger Friedhof bestattet. Das Grab ist bereits aufgelassen.

## Schriften
- Mineralogisches Praktikum 1913
- Petrographisches Praktikum 1914
- Bodensystematik, Bodenklassifikation, Bodenkartierung 1937
- Bodenkundlicher Führer durch Österreich 1937
- Die fossilen Cephalopodengebisse. Jahrbuch der kaiserlich-königlichen geologischen Reichsanstalt Band LVII 1907, Heft 3, 535 – 682, Tafel XII – XIII, Verlag der k. k. Geologischen Reichsanstalt, in Comission bei R. Lechner (W. Müller), Wien
- Die fossilen Cephalopodengebisse. II. Folge. Jahrbuch der kaiserlich-königlichen geologischen Reichsanstalt Band LVIII 1908, Heft 4, 573 – 608, Tafel XIX – XX, Verlag der k. k. Geologischen Reichsanstalt, in Comission bei R. Lechner (W. Müller), Wien
- Die fossilen Cephalopodengebisse. III. Folge. Jahrbuch der kaiserlich-königlichen geologischen Reichsanstalt Band LIX 1909, Heft 2, 407 – 426, Tafel XIII, Verlag der k. k. Geologischen Reichsanstalt, in Comission bei R. Lechner (W. Müller), Wien